# المواجهة (اختلال ضال)
«المواجهة» (بالإنجليزية: Face Off)‏ هي الحلقة الثالثة عشر والأخيرة للموسم الرابع من مسلسل إيه إم سي التلفزيوني الدرامي اختلال ضال. كتبها فينس غيليغان وأخرجها فينس غيليغان، تم بثها على إيه إم سي في 9 أكتوبر 2011.
في هذه الحلقة يقوم والتر وايت بتفجير غرفة في دار العجزة مما ادى الى وفاة 3 اشخاص من بينهم غاس فرينج الرجل الذي كان يريد قتل والتر وايت وقد فاز والتر وايت بالمعركة

## وصلات خارجية
- «المواجهة» على إيه إم سي (بالإنجليزية)
- «المواجهة» على قاعدة بيانات الأفلام على الإنترنت (بالإنجليزية)